# Ambessa Medarda
Ambessa Medarda es un personaje ficticio perteneciente a la franquicia League of Legends.
Introducida por primera vez en la primera temporada de la serie de animación de Netflix Arcane, el personaje es interpretado por la actriz de voz Ellen Thomas.

## Apariciones
El personaje fue introducido por primera vez en la primera temporada de la serie de animación Arcane, debutando en el octavo episodio, llamado «Oil and Water», donde fue presentada como una poderosa líder militar y estratega, así como la madre de la concejal Mel Medarda, uno de los personajes principales de la temporada.
En octubre de 2024 se anunció que Ambessa pasaría a ser un personaje jugable en el videojuego multijugador online League of Legends, a partir de la versión 14.22, convirtiéndose en el primer personaje original de la serie animada en pasar a formar parte del videojuego.
También en octubre de 2024 se anunció la publicación de Ambessa: Chosen of the Wolf, una novela obra de C. L. Clark centrada en Ambessa que servirá como precuela de los eventos ocurridos en Arcane. La novela seguirá la historia de lucha de Ambessa para liderar su clan y su enfrentamiento contra su primo y antiguo confidente Ta'Fik, y también los primeros indicios de su enemistad con la Rosa Negra y LeBlanc. La novela se publicó en Estados Unidos el 18 de febrero de 2025. La novela es además el primer título spin-off de Arcane.
Por último, durante la segunda y última temporada de Arcane, Ambessa fue una de las principales villanas de la temporada, en la que trata de dar un golpe de Estado en la ciudad de Piltover.

## Biografía ficticia
Ambessa fue expuesta a la muerte desde niña cuando su padre la llevó a recoger armas de los caídos en un campo de batalla. Intentó inculcar esa dureza en sus hijos, especialmente en su hija Mel, buscando convertirla en una líder implacable. Sin embargo, Mel adoptó un enfoque más pacifista inspirado por su hermano Kino, quien prefería la diplomacia. Finalmente, la madre envió a Mel a Piltover, oficialmente para gestionar los intereses familiares, pero en realidad para evitar su constante desaprobación.
En Ambessa: Chosen of the Wolf, se explica que tuvo una aventura con un hechizero, dando así a luz a Mel. Después de la muerte de su abuelo Melenik, se enfrenta en una guerra interna con su primo Ta'Fik para tomar control de la Casa Medarda. En todo esto, Ambessa toma como protegida a Rell Canwell, una joven noble que lucha como gladiadora noxiana en contra de los deseos de sus padres. Después de un largo camino para formar un pequeño ejercito contra Ta'Fik y descubrir que su protegida tiene magia ferromantica, Ambessa invita formalmente a Rell a volverse parte de la familia, pero esta es secuestrada por la Rosa Negra. 
En el enfrentamiento final, el ex-amante de Ambessa, quién resulta ser un ex-hechizero de la Rosa, se sacrifica para asesinar a su compañera maga. Así, Ambessa toma control de la Casa Medarda, volviéndose Matriarca, pero es confrontada por LeBlanc, lider de la Rosa Negra que descubre que Ambessa tiene un hijo con poderes y quiere reclamarlo. Temerosa de que sea Mel, esta la envía lejos a Piltóver.
Años después del asesinato de su hijo Kino (por parte de la Rosa sospechando que él era el niño con poderes), Ambessa visitó Piltover al darse cuenta de que LeBlanc podría atacar nuevamente, con recursos suficientes para derrotarlos. Buscó acceder a la tecnología militarizada Hextech para prepararse para una posible guerra. Al enterarse del conflicto entre Piltover y Zaun, trató de convencer a Mel y Jayce de iniciar una guerra contra la ciudad subterránea usando armas Hextech, pero Mel se opuso firmemente. Finalmente, Ambessa reveló a Mel el inminente conflicto en Noxus y le pidió que permitiera la guerra, prometiéndole que sería bienvenida de vuelta a casa si lo hacía, pero Mel rechazó la oferta.
Tras el ataque de Jinx al consejo, Ambessa se apresura a comprobar que su hija Mel está bien. Una vez que lo confirma, ordena a sus soldados que ayuden a los supervivientes. Más tarde, lleva a Salo, que se encuentra en silla de ruedas, a la sala del consejo, donde este propone eliminar a los "demonios" de Zaun. Aunque Mel se opone a esta medida, el resto de los miembros del consejo la aprueban, pero deciden no utilizar Hextech, lo que genera el descontento de Ambessa.
Ambessa se reúne con Rictus y participa en más deliberaciones del consejo, mientras enfrenta ataques y tensiones políticas. Tiene un enfrentamiento contra Amara a bordo de su barco, quien, al estar poseída por un enemigo de Ambessa, intenta amenazarla. Sin embargo, Ambessa logra derrotarla y refuerza la seguridad de su entorno.
Más adelante, Ambessa manipula ciertos acontecimientos estratégicos, al mismo tiempo que entrena y manipula a Caitlyn y busca nuevos aliados para llevar a cabo sus planes. Durante una misión, descubre los experimentos de Viktor con un transformado Vander y negocia con Singed para avanzar en sus objetivos, incluyendo el uso de Hextech para fortalecer a sus tropas.
En un giro inesperado, Vi captura a Ambessa, aunque esta consigue liberarse con ayuda de la traición por parte de Caitlyn.Más tarde trata con Viktor y le pide que evolucione a sus soldados, a cambio de abrirle camino a las Hexgates. Durante la batalla final en Piltover, Ambessa se enfrenta a Caitlyn y Mel en una pelea, que culmina con Ambessa atrapada por la Ilusionista (LeBlanc). Finalmente, Mel logra liberar a su madre mediante el uso de sus nuevos poderes, pero Ambessa finalmente muere en brazos de Mel a raíz de sus heridas, dejando un legado marcado por el orgullo, los conflictos y el sacrificio.

## Recepción
El sitio web Comic Book Resources incluyó a Ambessa en el puesto número 1 en su lista de los mejores luchadores de Arcane, destacando su larga carrera militar dentro de la serie y su posición como la guerrera más poderosa de todo su ejército. Así mismo también fue incluida en el décimo puesto de la lista de personajes mejor escritos de Arcane, publicada dentro del mismo medio.
Por su parte Jasneet Singh, escribiendo para Collider, nombró a Ambessa como el mejor personaje de todo Arcane, destacando su historia en la segunda temporada y la revelación de que el miedo a perder a su familia y su legado es lo que la convierten en una fiera conquistadora.